# Kanton Štrasburk-4
Kanton Štrasburk-4 (fr. Canton de Strasbourg-4) je francouzský kanton v departementu Bas-Rhin v regionu Grand Est. Tvoří ho pouze část města Štrasburk.